# Mauricio Pozo
Mauricio Andrés Pozo Quinteros (16 agosto 1970) è un ex calciatore cileno, di ruolo difensore.